# الاتحاد الوطني للديمقراطية والتجديد
الاتحاد الوطني للديمقراطية والتجديد (بالفرنسية: Union nationale pour la démocratie et le renouveau)‏ هو حزب سياسي في تشاد، بقيادة صالح كيبزابو.
في الانتخابات البرلمانية لعام 1997، فاز الحزب بـ 15 مقعدًا من أصل 125 مقعدًا.  وفي الانتخابات البرلمانية التي أجريت في 21 أبريل 2002، فاز بخمسة مقاعد من أصل 155. 
كيزابو كان مرشح الحزب في الانتخابات الرئاسية في يونيو 1996، حيث احتل المركز الثالث بنسبة 8.61 ٪ من الأصوات.  كما كان مرشح الحزب في الانتخابات الرئاسية التي أجريت في 20 مايو 2001، وفاز بنسبة 7.0٪ من الأصوات.
الحزب عضو في حزب تنسيق الأحزاب السياسية للدفاع عن الدستور، وهو تحالف المعارضة الرئيسي والمعارض لحكم الرئيس إدريس ديبي. 